# Anderson Gils de Sampaio
Anderson Gils de Sampaio (sinh ngày 15 tháng 2 năm 1977) là một cầu thủ bóng đá người Brasil.

## Sự nghiệp câu lạc bộ
Anderson Gils de Sampaio đã từng chơi cho Yokohama Flügels.

## Thống kê câu lạc bộ

### J.League
| Đội              | Năm       | J.League | J.League | J.League Cup | J.League Cup | Tổng cộng | Tổng cộng |
| Đội              | Năm       | Trận     | Bàn      | Trận         | Bàn          | Trận      | Bàn       |
| ---------------- | --------- | -------- | -------- | ------------ | ------------ | --------- | --------- |
| Yokohama Flügels | 1997      | 0        | 0        | 0            | 0            | 0         | 0         |
| Yokohama Flügels | 1998      | 14       | 3        | 4            | 0            | 18        | 3         |
| Tổng cộng        | Tổng cộng | 14       | 3        | 4            | 0            | 18        | 3         |